# Cá Tai tượng Tây Phi
Cá Tai tượng Tây Phi (danh pháp hai phần: Chaetodipterus lippei) là một loài cá thuộc họ cá Tai tượng (Ephippidae) chi Chaetodipterus, bộ cá Vược (Perciformes), sinh sống ở vùng biển Tây Phi. Cá Tai tượng Tây Phi được mô tả bởi Steindachner và năm 1895. Loài cá này dài tối đa 31 cm, chiều dài thông thường 20 cm. Nó sinh sống ở độ sâu 10-50 mét. Nó sinh sống ở các khu vực nhiệt đới. Phạm vi phân bố từ Senegal đến Angola, được ghi nhận ở cửa sông Niger.